# Canberk Dilaver
Canberk Dilaver (sinh 1 tháng 6 năm 1993) là một cầu thủ bóng đá Thổ Nhĩ Kỳ thi đấu cho Giresunspor mượn từ Göztepe.
Canberk có 2 lần ra sân cho U-20 Thổ Nhĩ Kỳ.